# Diepreye Alamieyeseigha
Diepreye Alamieyeseigha, född 16 november 1952 i Amassoma i Bayelsa, död 10 oktober 2015 i Port Harcourt i Rivers, var guvernör i Bayelsa, Nigeria, från 29 maj 1999 till 9 december 2005. I februari 2023 undertecknade USA ett avtal med Nigeria om återbetalning av cirka en miljon dollar som förskingrats av Deprieye Alamieyeseigha.